# التوجه الجنسي في الجيش الإسرائيلي

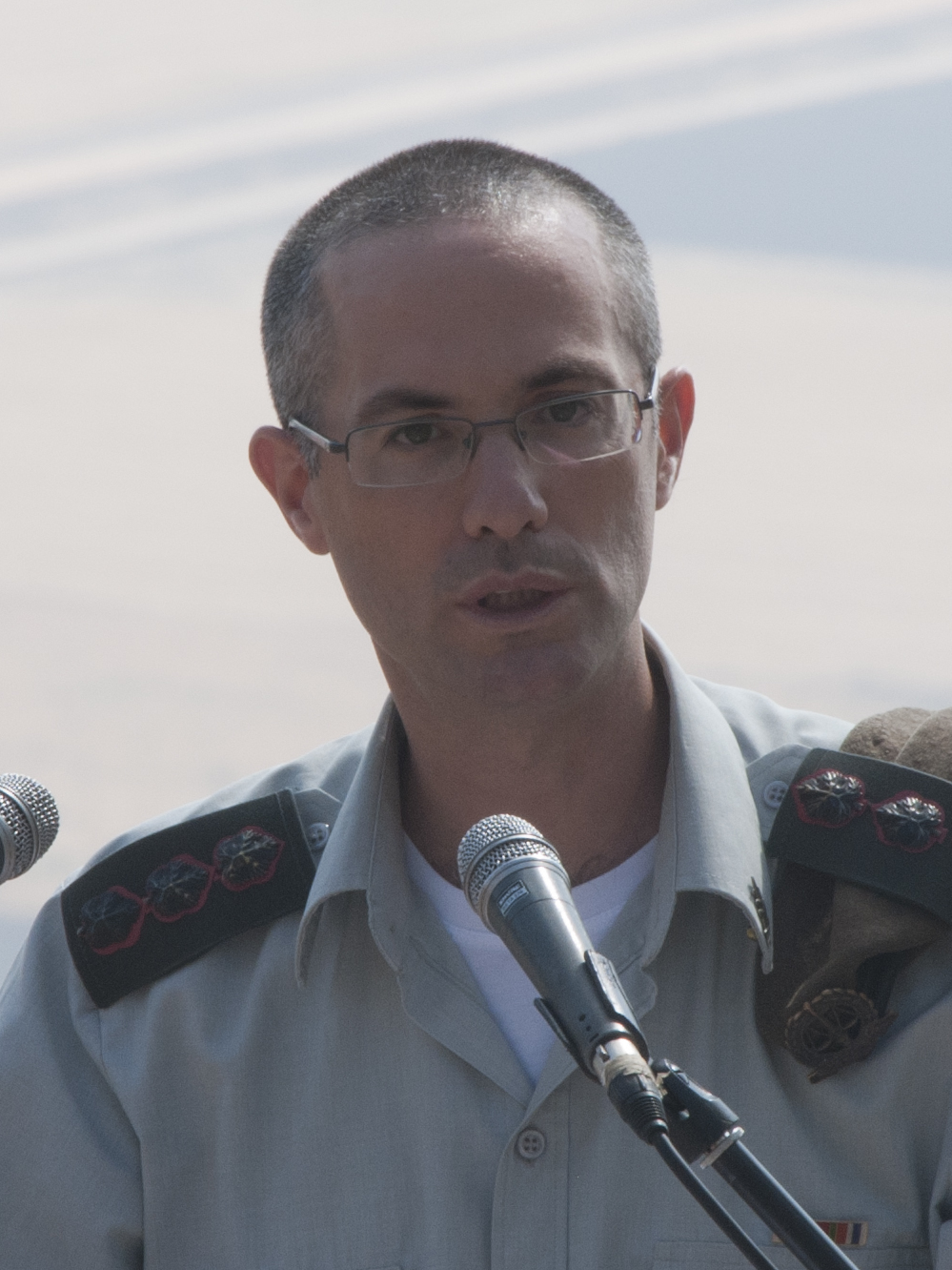
الفريق الأول شارون أفيك كان كبير المحامين العسكريين العامين لقوات الدفاع الإسرائيلية، أعلن في عام 2017 أنه مثلي، ليصبح أول عضو في القيادة العليا للجيش الإسرائيلي يعلن مثليته.

التوجُّه الجنسي في الجيش الإسرائيلي، هي سياسة لدى الجيش الإسرائيلي والتي تعتمد على استيعاب الأفراد المثليين ضمن أفراده. يُعتبر الجيش الإسرائيلي أحد أكثر الجيوش استيعابًا في العالم للأفراد المثليين. تسمح البلاد للمثليين ومزدوجي التوجه الجنسي وأي رجال ونساء غير مغايري الجنس بالمشاركة بشكل علني والانخراط في الجيش، دون تمييز قائم على السياسات. كما يمكن للرجال والنساء المتحولين جنسيًا الخدمة تحت جنسهم المحدد والحصول على جراحة تأكيد الجنس. لا توجد سياسة عسكرية رسمية تمنع الأفراد ثنائيي الجنس من الخدمة، على الرغم من أنه قد يتم رفضهم لأسباب طبية في بعض الأحيان.

## تاريخ
يخدم الجنود المثليون والمثليات ومزدوجي التوجه الجنسي في جميع فروع الجيش. كما يُحظر القانون التمييز ضد الجنود المثليين في مسائل التجنيد والتنسيب والترقية. ويحظر أيضًا التحرش أو الإهانة على أساس التوجه الجنسي في الجيش الإسرائيلي. في عام 2016، منع الجيش الإسرائيلي حاخامًا - وهو أيضًا رئيس مشارك لأكاديمية ما قبل الخدمة العسكرية - من زيارة القواعد ودعاه إلى التراجع عن تصريحاته التي تصف المثليين بـ "المنحرفين".
وجدت دراسة أجراها كابلان وروزنمان في عام 2000 أنه من حيث وحدة التماسك الاجتماعي، فإن المشاركين الذين اعترفوا بوجود أقرانهم المثليين لم يختلفوا عن أولئك الذين ليس لديهم مثل هذه المعرفة.

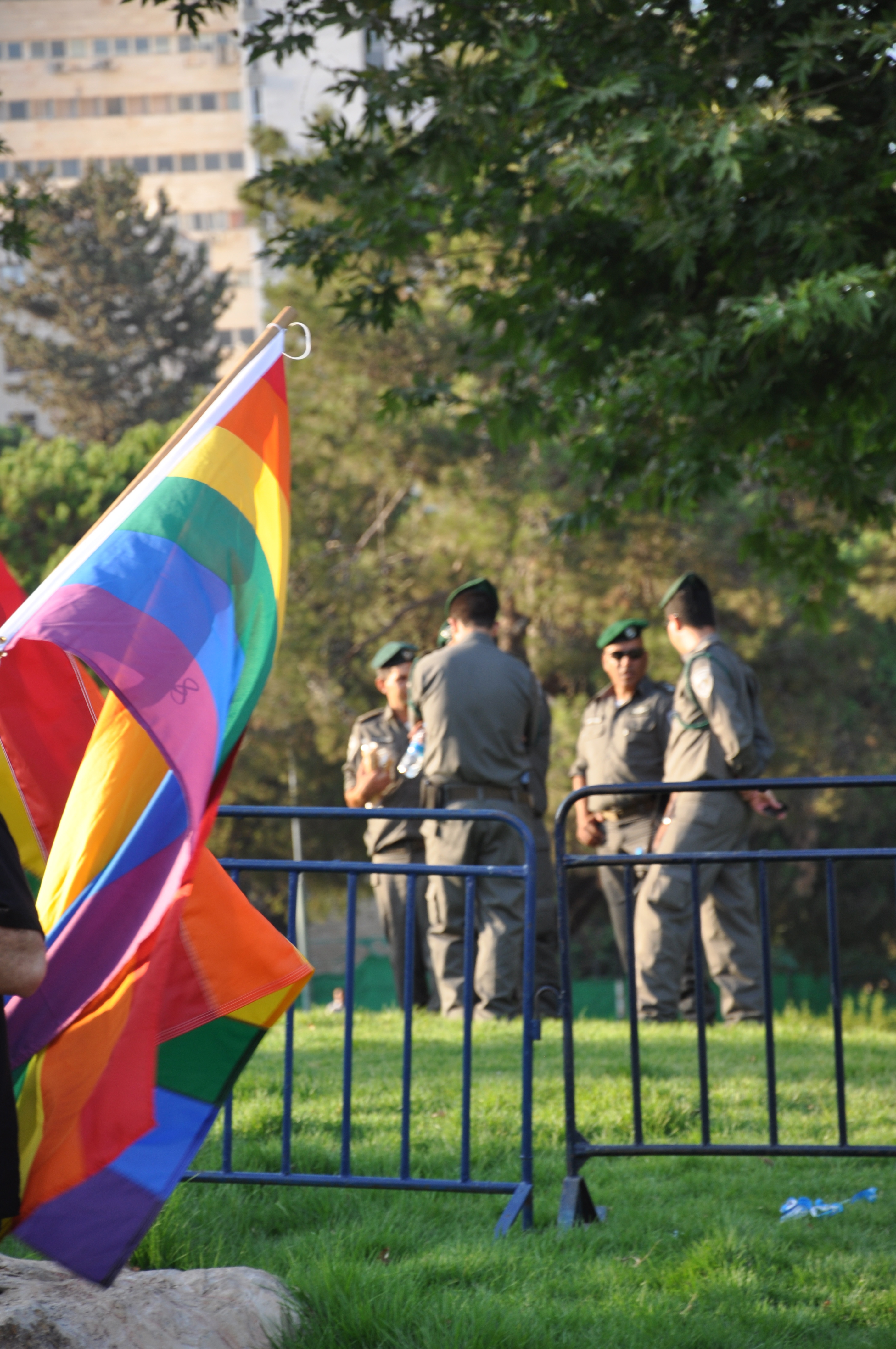
جنود إسرائيليون يقومون بحماية مسيرات الفخر المثليَّة في القدس 2012.

يعترف الجيش بالأزواج المثليين، بما في ذلك الأرامل من نفس الجنس. يحق لشركاء الحياة للجنود العاملين من غير جنسين مختلفين الحصول على إجازة أمومة مدفوعة الأجر مدتها 14 أسبوعًا وإجازة غير مدفوعة الأجر مدتها 12 أسبوعًا إضافية (بغض النظر عن الأب البيولوجي)، ما لم يكن الشريك الآخر قد أخذ إجازة أيضًا. ومثل الشركاء من جنسين مختلفين، يمكن للشركاء المثليين من نفس الجنس الذين يقومون بتربية الأطفال معًا والذين يتم استدعاؤهم للخدمة الاحتياطية في نفس الوقت أن يطلبوا تأجيل خدمة أحد الشريكين - سواء كان طفلهم أو أطفالهم مدرجين في حضانة أحد الوالدين أو كليهما. أطفال الأزواج المثليين مؤهلون للحصول على المنح الدراسية وإعانات مدارس الحضانة، حتى لو لم يكن الجندي المهني هو الوالد البيولوجي. فيما يتعلق بهذه الحقوق لأطفال الجنود العاملين، فإن الجيش الإسرائيلي أكثر استيعابًا للأزواج المثليين من الدولة. تعمل وحدة شؤون النوع الاجتماعي على تمكين مجتمع المثليين في الجيش الإسرائيلي.
اعتبارًا من عام 2003، يُسمح للجنود أيضًا بالمشاركة في مسيرات المثليين. ومع ذلك، في عام 2018، منع الجيش الإسرائيلي الجنود من المشاركة في الإضرابات احتجاجًا على استبعاد الرجال المثليين من قانون تأجير الأرحام الذي تم إقراره مؤخرًا، حيث تم اعتبارها مظاهرات سياسية.
اعتبارًا من 2023، وفي أعقاب عملية طوفان الأقصى أو أحداث 7 أكتوبر، قررت إسرائيل إعادة النظر بالفئات المشمولة بالحصول على التعويضات لمقتل جنود متزوجون أثناء خدمتهم العسكريَّة في الجيش، لتشمل الشركاء المثليين للجنود الإسرائيليين، وقد جاء التصويت في الكنيست الإسرائيلي بعد شهرٍ واحد من العملية العسكريَّة.

## المتحولون جنسيًا
لا يعتبر الجيش الإسرائيلي خلل الهوية الجنسية شرطًا غير مؤهل للخدمة. علاوة على ذلك، فإنه يعتبر أن بعض العلاجات الطبية الخاصة بالتحوُّل وجراحة تأكيد الهوية الجنسيَّة والاستشارة ضرورية طبيًا للعاملين المتحولين جنسياً، وبالتالي، يدفع تكاليف العلاجات المذكورة. يحدد الجيش الإسرائيلي لوائح الجيش الخاصة بالجنس (مدة الخدمة، السكن، الزي الرسمي، إلخ) على أساس كل حالة على حدة. ومع ذلك، فإن الأمر معقد بسبب حقيقة أن القانون الإسرائيلي يسمح فقط بإجراء جراحة تأكيد الجنس عندما يبلغ الفرد 18 عامًا - سن التجنيد -؛ ولذلك، فإن معظم الأفراد الذين ينضمون إلى الجيش الإسرائيلي لن تتاح لهم الفرصة للجراحة قبل الانضمام. شاحار إيرز، أول شخص متحول جنسيا يصبح ضابطا في الجيش الإسرائيلي، خضع لعملية جراحية لتأكيد النوع الاجتماعي خلال خدمته. أثناء دورة الضباط، قرر الخروج إلى زملائه والقادة. تخرج ضابطا، ويواصل خدمته في قسم العلوم السلوكية بالقوات البرية.

## ثنائيو الجنس

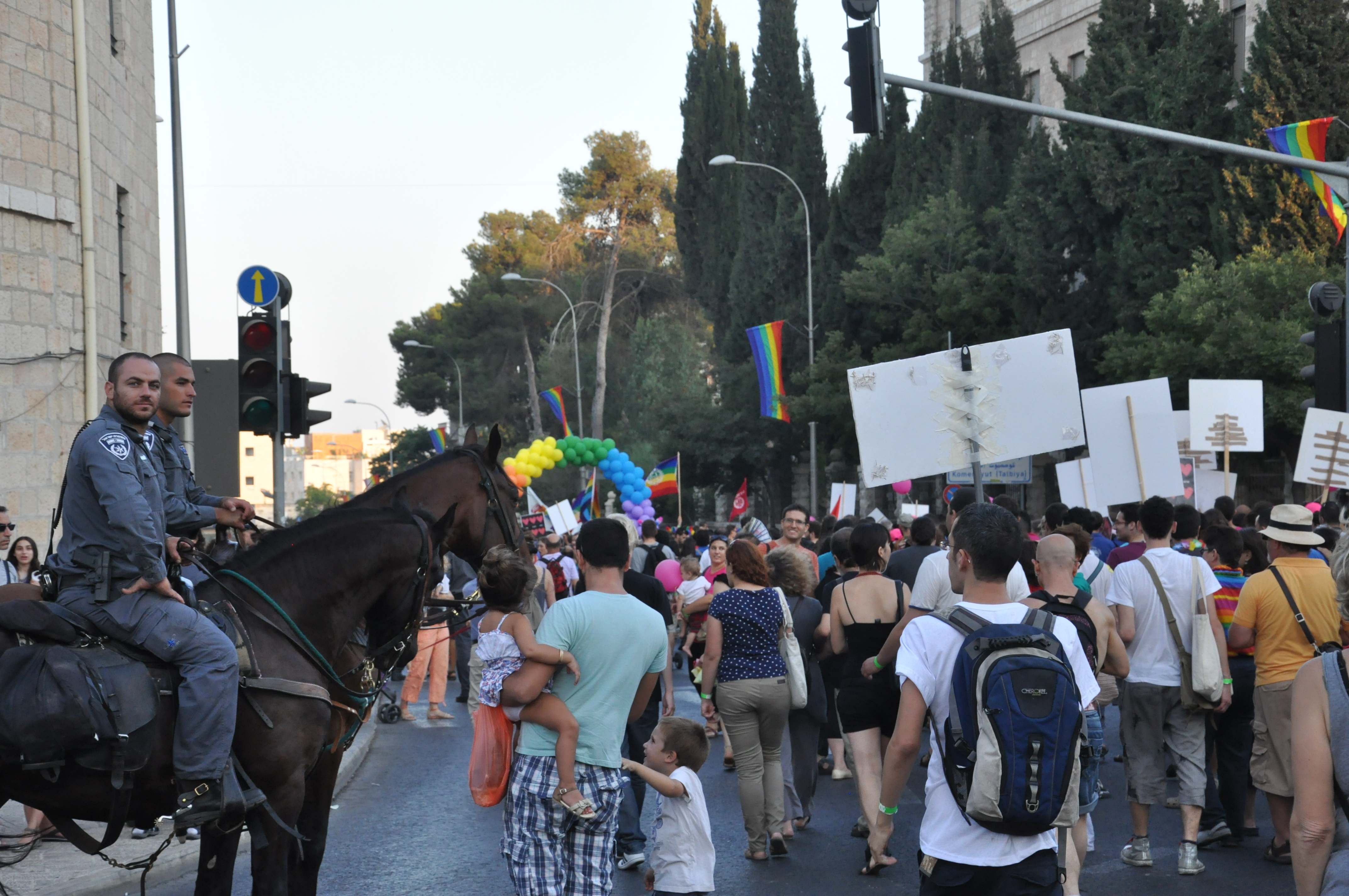
فرق من الجيش الإسرائيلي على ظهر الخيل تقوم بحماية مسيرة للمثليين في القدس 2012.

رسميًا، لا تمنع سياسة الجيش الإسرائيلي الأشخاص ثنائيي الجنس من الخدمة، على الرغم من أنه قد يتم العثور على أفراد ثنائيي الجنس غير لائقين أو يتم إعادة تعيينهم بسبب الحالات الطبية ذات الصلة.
لا توجد دراسات قاطعة حول انتشار ثنائيي الجنس في إسرائيل أو تقارير تتعلق بالخدمة العسكرية للأفراد ثنائيي الجنس، ففي دراسة حالة أجراها ماروم وآخرون في سنة 2008، يقدر أن هناك "بضعة عشرات" من الأفراد ثنائيي الجنس في الخدمة الفعلية في الجيش الإسرائيلي. ويفترض أن يتم الإبلاغ عن هذه الحالة بشكل ناقص في بيانات الجنود في الخدمة بين عامي 2004 و2007، أو أن بعض الأفراد ثنائيي الجنس كانوا غير مؤهلين للتجنيد بسبب خلل الهوية الجنسية. في عام 2010، تبين في البداية أن رجلًا حريديمًا ثنائي الجنس مؤهل للخدمة في دور داعم قتالي. عند محاولته تحسين ملفه الشخصي للخدمة في أدوار قتالية، قرر الجيش أنه لا يمكنه التجنيد على الإطلاق بسبب عمره - 30 عامًا - على الرغم من أن الرجل نفسه يعتقد أن هذا الرفض كان بسبب وضعه كفرد ثنائي الجنس.